# Scott Baker (baseball, 1970)
Pour les articles homonymes, voir Scott Baker et Baker.
Scott Baker (né le 18 mai 1970 à San Jose, Californie, États-Unis) est un lanceur gaucher de baseball ayant joué dans les Ligues majeures avec les Athletics d'Oakland et dans l'Organisation coréenne de baseball avec les Samsung Lions.

## Carrière
Scott Baker est un choix de septième ronde des Cardinals de Saint-Louis en 1990. Encore joueur des ligues mineures, il est réclamé par les Marlins de la Floride le 17 novembre 1992 en tant que 65e sélection de la nouvelle franchise au repêchage d'expansion visant à construire la première incarnation de l'équipe qui joint la Ligue nationale en 1993. Mais Baker est échangé trois jours plus tard par les Marlins aux Athletics d'Oakland contre Walt Weiss. Joueur des ligues mineures pendant huit ans, Baker ne fait qu'une seule apparition dans la Ligue majeure de baseball : le lanceur gaucher est amené en relève pour trois manches et deux tiers par Oakland le 17 juillet 1995 contre Milwaukee. Il accorde quatre points et cinq buts-sur-balles et retire trois adversaires sur des prises. 
En 1998, il évolue pour les Samsung Lions de la Ligue coréenne (KBO) à Daegu en Corée du Sud.